# Codessoso, Curros e Fiães do Tâmega
Codessoso, Curros e Fiães do Tâmega es una freguesia portuguesa del municipio de Boticas, distrito de Vila Real.

## Historia
Fue creada el 28 de enero de 2013 en aplicación de una resolución de la Asamblea de la República de Portugal promulgada el 16 de enero de 2013 con la unión de las freguesias de Codessoso, Curros y Fiães do Tâmega, pasando su sede a estar situada en la antigua freguesia de Codessoso.

## Demografía
| Gráfica de evolución demográfica de Codessoso, Curros e Fiães do Tâmega entre 2011 y 2021 |
|                                                                                           |
| Datos según el nomenclátor publicado por el INE portugués.                                |